# Ben More
Ben More (gael. Beinn Mòr) – szczyt w paśmie Crianlarich/Balquhidder, w Grampianach Centralnych. Leży w Szkocji, w regionie Stirling.